# نهائي كأس الاتحاد الإنجليزي 2025
نهائي كأس الاتحاد الإنجليزي 2025 (بالإنجليزية: FA Cup final 2025) هي المباراة الختامية لبطولة كأس الاتحاد الإنجليزي 2024–25، في النسخة مائة وأربعة وأربعون من مسابقة كأس الاتحاد الإنجليزي للبطولة الأقدم في تاريخ في كرة القدم. عرفت هذه البطولة بسبب رعاية شركة طيران الإمارات باسم كأس طيران الإمارات الاتحاد الإنجليزي لكرة القدم، أقيمت المباراة في 17 مايو 2025 بين كريستال بالاس ومانشستر سيتي على ملعب ويمبلي في لندن، إنجلترا. تعتبر هذه المرة الأولى التي يلتقي فيها كريستال بالاس ومانشستر سيتي في نهائي كأس الاتحاد الإنجليزي، حقق كريستال بالاس لقب كأس الإتحاد الإنجليزي لأول مرة في تاريخه، عقب الفوز على نظيره مانشستر سيتي بهدف دون مقابل، جاء هدف كريستال بالاس في الدقيقة 16 من هجمة مرتدة أحرز منها اللاعب إيبيريشي إيزي الهدف الوحيد في المباراة. بهذا الفوز حصل فريق كريستال بالاس على الحق في اللعب في مرحلة الدوري من الدوري الأوروبي 2025–26، وهذه هي المرة الأولى في تاريخه التي يتأهل فيها كريستال بالاس إلى بطولة أوروبية، بعد بطولة كأس الإنترتوتو التي تم إلغاؤها. بالاضافة لمواجهة نادي ليفربول بطل الدوري الإنجليزي الممتاز 2024–25، على لقب درع المجتمع الإنجليزي 2025.
تم إقصاء مانشستر يونايتد حامل اللقب على يد فولهام في الجولة الخامسة. بتحديد فرق الدور نصف النهائي لكأس الاتحاد الإنجليزي لكرة القدم، حيث قدمت الفرق الأربعة النهائية وهي نوتنغهام فورست، ومانشستر سيتي، وكريستال بالاس، وأستون فيلا، من بين نوتنغهام فورست وأستون فيلا وكريستال بالاس، لم يفز أي فريق بكأس الاتحاد الإنجليزي منذ آخر فوز حققه نادي نوتنغهام فورست في عام 1959.
تأهل طرف النهائي الأول نادي كريستال بالاس بعدما تمكن من تحقيق المفاجأة وإزاحة نادي أستون فيلا في طريقه إلى نهائي كأس الاتحاد الإنجليزي في المباراة التي جمعت بينهما في نصف النهائي يوم السبت 26 أبريل 2025 على ملعب "ويمبلي". ويفوز بنتيجة ثلاث أهداف دون مقابل ويصل للمباراة النهائية لكأس الاتحاد للمرة الثالثة في تاريخه، لكن لم يسبق له الفوز بالمسابقة الأعرق في إنجلترا رغم وصوله مرتين حيث خسر اللقب أمام نادي مانشستر يونايتد في نسخة عام 1990 بعد إعادة المباراة وبعد 26 عامًا خسر النهائي الثاني عام 2016. فيما تأهل مانشستر سيتي للمباراة النهائية لكأس الاتحاد الإنجليزي لكرة القدم بعد فوزه على نوتنغهام فورست بهدفين دون رد في المباراة التي جمعت بينهما على ملعب ويمبلي بالعاصمة لندن، يوم الأحد 27 أبريل 2025، ليتأهل للموسم الثالث على التوالي إلى نهائي كأس الاتحاد الإنجليزي، وللمرة 14 في تاريخه، وتمكن من التتويج باللقب سبع مرات آخرها في نهائي كأس المجتمع الإنجليزي 2023.

## عن الفريقين
| الفريق        | التتويج | المشاركات السابقة في النهائيات (الخط الغليظ للأرقام يشير لسنة التتويج باللقب)     |
| ------------- | ------- | --------------------------------------------------------------------------------- |
| كريستال بالاس | 0       | 2 (1990، 2016)                                                                    |
| مانشستر سيتي  | 7       | 13 (1904، 1926، 1933، 1934، 1955، 1956، 1969، 1981، 2011، 2013، 2019، 2023، 2024) |

## خلفية التاريخية

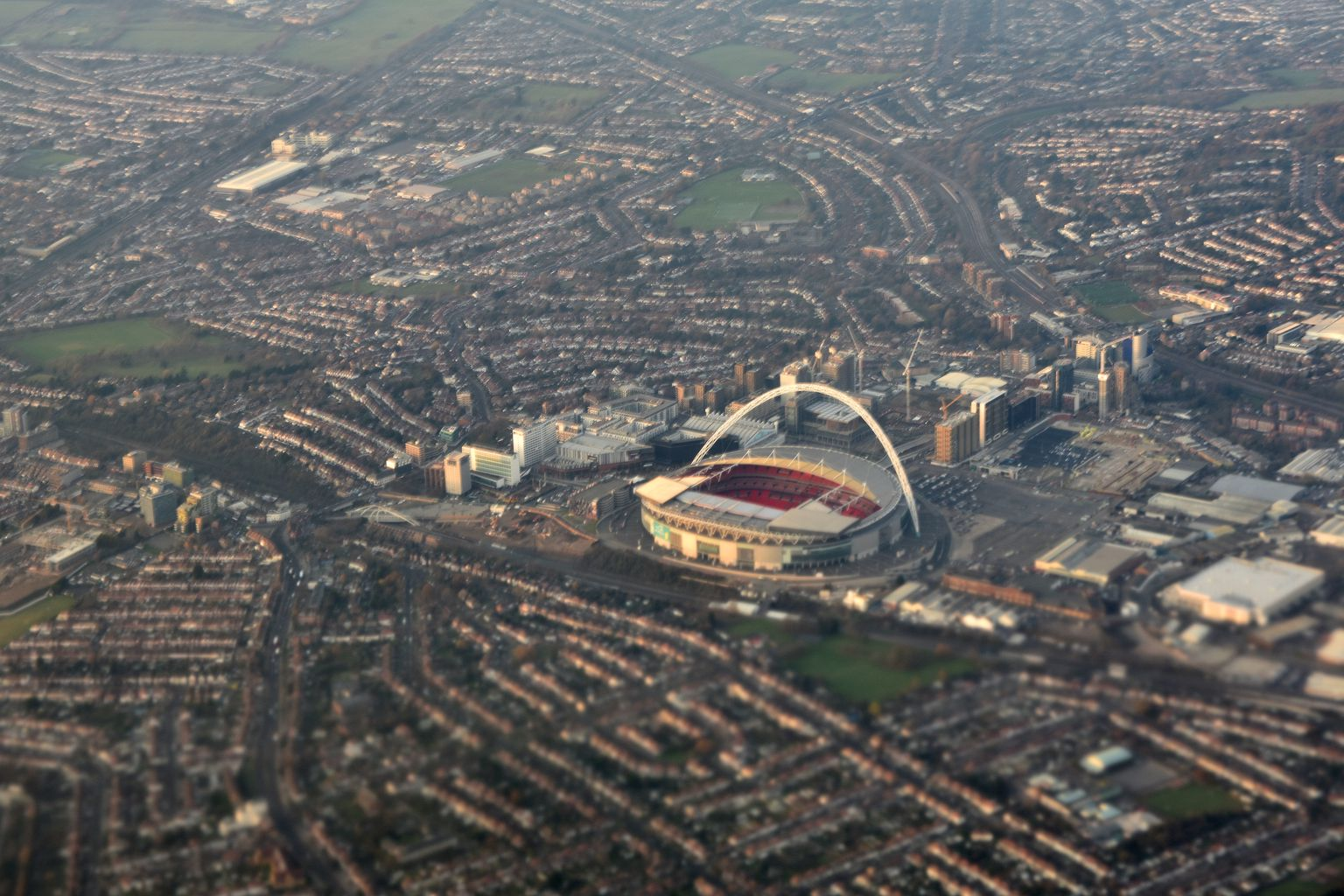
منظر لإستاد ويمبلي والمناطق المحيطة به

تعد بطولة كأس الاتحاد الإنجليزي لكرة القدم، أقدم مسابقة كرة قدم وطنية في العالم، حيث مر 153 عام على انطلاقتها عام 1871-72، لم تقام المسابقة خلال الحرب العالمية الأولى والثانية، باستثناء موسم 1914–15، عندما اكتملت، ولعب موسم 1939–40، لكن لم تكتمل المسابقة وتوقفت في جولات التصفيات، في البداية كان كأس الاتحاد الإنجليزي يشمل أيضًا الأندية الاسكتلندية والويلزية. فاز نادي كارديف سيتي الويلزي بالكأس عام 1927. ولم يفز أي فريق اسكتلندي بالبطولة، حيث وصل كوينز بارك إلى النهائي مرتين، تطورت لاحقاً لتصبح أكثر الألقاب شعبية للأندية الإنجليزية، في كل عام تتنافس فرق من جميع أنحاء إنجلترا لرفع الكأس التاريخية لأقدم مسابقة كرة قدم وطنية تحت قوس ملعب ويمبلي، قليل من الأحداث الرياضية يمكنها أن تضاهي هذه الحدث في نهائي كأس الاتحاد الإنجليزي لكرة القدم، ونسخة هذا العام لن تكون استثناءً. لطالما كان ملعب ويمبلي يقع في قلب كرة القدم الإنجليزية منذ عام 1923، عندما اتخذ اتحاد كرة القدم القرار بإقامة نهائي كأس الاتحاد الإنجليزي في 28 أبريل 1923 على ملعب ويمبلي، وهو أول حدث عام يقام في الملعب، بعدها استضاف ويمبلي جميع نهائيات كأس الاتحاد الإنجليزي باستثناء السنوات الانتقالية عندما كان ملعب ويمبلي الجديد قيد الإنشاء حيث ظل قائماً من عام 1923 حتى عام 2003. أصبح ملعب ويمبلي الجديد الذي تم الانتهاء من أعماله وتسليمه إلى الاتحاد الإنجليزي في 09 مارس 2007 على موقع ملعب ويمبلي الأصلي، المكان الدائم للمباراة النهائية منذ نهائي كأس الاتحاد الإنجليزي 2007.

## رعاية طيران الإمارات
تعتبر شركة طيران الإمارات هي شريك لكأس الاتحاد الإنجليزي لكرة القدم، والمعروف باسم كأس طيران الإمارات الاتحاد الإنجليزي لكرة القدم منذ بداية الموسم 2015/2016 في اتفاقية شراكة أولية مدتها ثلاث سنوات تم تمديدها منذ ذلك الحين مرتين، في عامي 2018 و2021. تعتبر مسابقة كأس الاتحاد الإنجليزي لكرة القدم هو أقدم وأكبر بطولة كرة قدم محلية في العالم ومن أكثر البطولات شعبية، بالنسبة إلى الأندية من خارج الدوري وأندية الهواة والأندية الأهلية في عالم كرة القدم الإنجليزية، تمت تمديد اتفاقية الأساسية مع الاتحاد الإنجليزي لكرة القدم لفترة ثلاثة سنوات إضافية حتى نهاية موسم 2023-24.
أعلنت طيران الإمارات والإتحاد الإنجليزي لكرة القدم في 20 أغسطس 2024 عن تمديد اتفاقية الشراكة بينهما لمدة أربعة سنوات أخرى، حيث تستمر تسمية مسابقة الكأس المحلية الأكثر شهرة في العالم "كأس طيران الإمارات الإتحاد الإنجليزي"، حتى عام 2028. تُقدّر قيمة الاتفاقية الجديدة بحوالي 10 ملايين جنيه إسترليني (12.8 مليون دولار) للموسم الواحد، وهو ما يمثل زيادة على الاتفاقية السابقة للاتحاد الإنجليزي لكرة القدم مع شركة بودوايزر، والتي كانت قيمتها تقدر بنحو 9 ملايين جنيه إسترليني سنويا. وقد جددت طيران الإمارات الاتفاقية بشروط مماثلة، مع إلغاء مباريات الإعادة في كأس الاتحاد الإنجليزي.
وبعد تجديد الاتفاقية لثلاث سنوات، تواصل طيران الإمارات دعمها لكأس الاتحاد الإنجليزي على الصعيد الدولي، حيث قدمت الكأس إلى أسواق الاتحاد الدولي لكرة القدم المستهدفة، مثل غانا وكينيا وأستراليا وماليزيا وسنغافورة وكوريا الجنوبية والولايات المتحدة، ونظمت أنشطة تفاعلية مع المشجعين بالتعاون مع الاتحاد.

## الطريق إلى النهائي
| كريستال بالاس                                           | كريستال بالاس | ضد             | مانشستر سيتي           | مانشستر سيتي |
| الخصم                                                   | النتيجة       | مراحل المسابقة | الخصم                  | النتيجة      |
| ------------------------------------------------------- | ------------- | -------------- | ---------------------- | ------------ |
| ستوكبورت كونتي (د)                                      | 1–0           | الجولة الثالثة | سالفورد سيتي (د)       | 8–0          |
| نادي دونكاستر روفرز (خ)                                 | 2–0           | الجولة الرابعة | نادي ليتون أورينت (خ)  | 2–1          |
| نادي ميلوول (د)                                         | 3–1           | الجولة الخامسة | نادي بليموث أرجايل (د) | 3–1          |
| نادي فولهام (خ)                                         | 3–0           | ربع النهائي    | نادي بورنموث (خ)       | 2–1          |
| أستون فيلا (م)                                          | 3–0           | نصف النهائي    | نوتينغهام فورست (م)    | 2–0          |
| (د) = داخل الديار ; (خ) = خارج الديار; (م) = ملعب محايد |               |                |                        |              |

### كريستال بالاس
بصفته فريقًا في الدوري الإنجليزي الممتاز، دخل كريستال بالاس البطولة في الجولة الثالثة. بدأوا رحلتهم في كأس الاتحاد الإنجليزي بفوز على أرضهم على مقاطعة ستوكبورت؛ بهدف وحيد سجله إيبيريتشي إيزي. ثم هزم بالاس فريق دونكاستر روفرز من الدرجة الثانية 2-0، بهدفين من دانييل مونوز وجاستن ديفيني. في الجولة الخامسة ضد ميلوول، خرج مهاجم كريستال بالاس جان فيليب ماتيتا على محفة بعد تسع دقائق فقط من بداية المباراة بعد اصطدامه بحارس مرمى ميلوول ليام روبرتس، الذي حصل على بطاقة حمراء مباشرة لضربه ماتيتا في رأسه بحذائه، الإصابة التي ترك ماتيتا بحاجة إلى 25 غرزة. مع تقليص ميلوول إلى عشرة لاعبين، سيطر بالاس بسرعة، وحقق فوزًا 3-1 من خلال هدف عكسي من جافيت تانجانجا، تلاه أهداف من دانييل مونوز وإيدي نكيتياه.
في ربع النهائي أوقعت القرعة كريستال بالاس في مواجهة فولهام، منافسه في الدوري الإنجليزي الممتاز. ورغم اللعب خارج أرضه على ملعب كرافن كوتاج، تغلب بالاس بسهولة على الفريق اللندني بنتيجة 3-0، حيث سجل كل من إيبيريتشي إيزي وإسماعيل سار وإيدي نكيتياه أهدافهم. وفي نصف النهائي ضد أستون فيلا على ملعب ويمبلي، حقق كريستال بالاس فوزًا بنتيجة 3-0 بفضل هدف من إيبيريتشي إيزي، متبوعًا بثنائية من إسماعيل سار. هذا الفوز تأهل بالاس إلى نهائي كأس الاتحاد الإنجليزي للمرة الثالثة، والأولى منذ عام 2016، عندما خسر أمام مانشستر يونايتد بنتيجة 2-1.

### مانشستر سيتي
بصفته فريقًا من الدوري الإنجليزي الممتاز، دخل مانشستر سيتي البطولة في الدور الثالث. بدأ مانشستر سيتي مشواره في كأس الاتحاد الإنجليزي بفوز ساحق بنتيجة 8-0 على أرضه ضد فريق سالفورد سيتي من الدرجة الثانية. وجاء نصيب الأسد من الأهداف من جيمس ماكاتي، الذي سجل ثلاثية في الشوط الثاني، وجيريمي دوكو، الذي سجل هدفين، مع مساهمة ديفين موباما وجاك جريليش ونيكو أوريلي أيضًا في التسجيل. كان هذا أكبر فوز لهم منذ هزيمة واتفورد بنفس النتيجة في عام 2019. نجا السيتي من خوف مبكر ضد ليتون أورينت في الدور الرابع، حيث كان هدفا عبد القادر خوسانوف وكيفن دي بروين مطلوبين لإبطال هدف ستيفان أورتيغا العكسي. في الجولة الخامسة، تغلب مانشستر سيتي على بليموث أرجايل بنتيجة 3-1 على الرغم من هدف الافتتاح الذي سجله ماكسيم تالوفيروف لاعب بليموث بفضل هدفين من نيكو أوريلي، وهدف وتمريرة حاسمة من كيفن دي بروين.
في ربع النهائي، أوقعت القرعة مانشستر سيتي في مواجهة بورنموث، منافسه في الدوري الإنجليزي الممتاز، خارج أرضه في دين كورت. منح إيفانيلسون بورنموث التقدم في الشوط الأول، ولكن للمباراة الثالثة على التوالي، حقق مانشستر سيتي عودة قوية، حيث سجل المهاجمان إيرلينج هالاند وعمر مرموش هدفين في الشوط الثاني ليضمنا الفوز. هذه هي المرة الأولى التي يشارك فيها مانشستر سيتي في ثلاث نهائيات متتالية لكأس الاتحاد الإنجليزي، بعد أن لعب في نهائيات عامي 2023 و2024.

## طقم التحكيم

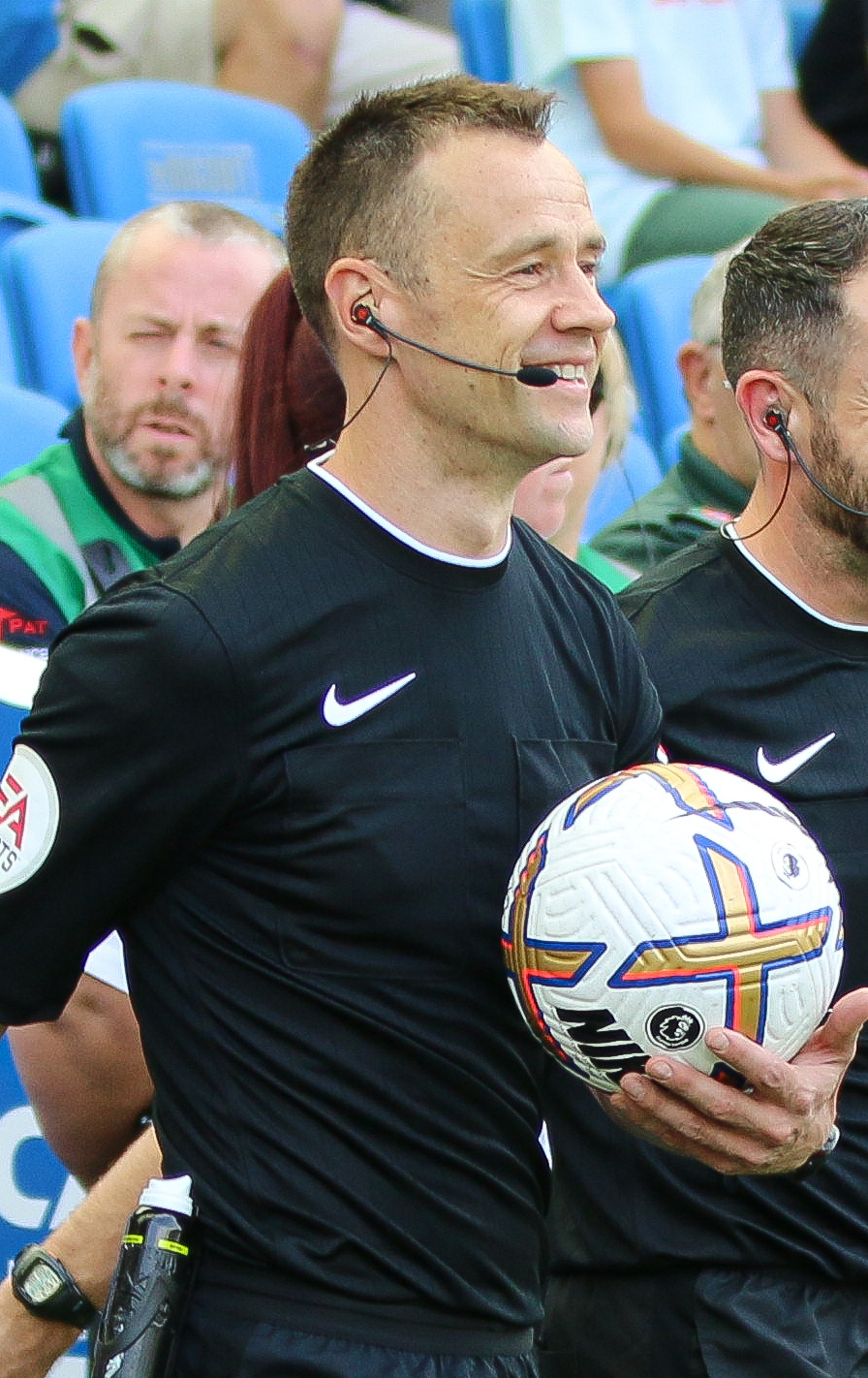
ستيوارت أتويل حكم نهائي كأس الاتحاد الإنجليزي

أكد الاتحاد الإنجليزي لكرة القدم حكام المباراة النهائية لكأس الاتحاد الإنجليزي بين كريستال بالاس ومانشستر سيتي يوم السبت 17 مايو 2025 على ملعب ويمبلي. يدير الحكم ستيوارت أتويل نهائي كأس الاتحاد الإنجليزي لأول مرة، بعدما شارك ضمن طواقم التحكيمية في نهائيات سابقة، حيث شارك حكماً رابعًا في نهائي كأس الاتحاد الإنجليزي 2021 وحكم تقنية الفيديو المساعد في نهائي كأس الاتحاد الإنجليزي 2020. انضمّ أتويل إلى مجموعة الحكام قبل موسم 2008-09. ثم أصبح أصغر حكم في الدوري الإنجليزي الممتاز بعمر 25 عامًا، ومنذ ذلك الحين أدار أكثر من 200 مباراة في الدوري الإنجليزي الممتاز. شارك أتويل سابقًا في قائمة الحكام الدوليين وقام بالتحكيم في الدوري الياباني لمدة ثلاثة أسابيع في عام 2010، كجزء من برنامج تبادل بين اتحادي كرة القدم في إنجلترا واليابان.
أدار في موسم 2024-25، 26 مباراة محلية وأصدر 102 بطاقة صفراء وبطاقتين حمراوين. ومن بين تلك المباريات ادار 18 مباراة في الدوري الإنجليزي الممتاز، وثلاث مباريات أخرى في كأس الاتحاد الإنجليزي بما في ذلك فوز كريستال بالاس في الدور الثالث على ستوكبورت كاونتي في سيلهيرست بارك، والتي كانت المرة الثامنة عشرة التي يدير فيها مباراة من بينهما نادي كريستال بالاس. وينضم إلى أتويل الحكام المساعدين آدم نون ودان روباثان، كما هو الحال مع أتويل يعتبر كل من نون وروباثان جزء من المجموعة المختارة وهي لجنة من حكام كرة القدم المحترفين الإنجليز والحكام المساعدين، الذين يتم تعيينهم من قبل رابطة حكام المباريات المحترفين. يعد نون حكم مساعد ذو خبرة واسعة، حيث أدار خط الرمية في أكثر من 300 مناسبة في الدوري الإنجليزي الممتاز منذ عام 2016، بالإضافة إلى مباريات عالية المستوى في كأس الأمم الأوروبية 2024 ونهائي الدوري الأوروبي 2023. في الوقت نفسه، يعد المساعد روباثان أيضًا حكمًا متمرسًا في الدوري الإنجليزي الممتاز منذ عام 2018، حيث أدار الخط في أكثر من 180 مناسبة.
كحكم رابع تم تعيين دارين إنجلاند حكم الدوري الإنجليزي الممتاز منذ أغسطس 2020 وحكم مدرج في قائمة الاتحاد الدولي لكرة القدم (فيفا) منذ عام 2022. يتولى جاريد جيليت مهمة حكم الفيديو المساعد في نهائي كأس الاتحاد الإنجليزي هذا الموسم. انضم جيليت إلى مجموعة حكام المباريات المحترفين (PGMOL) منذ بداية موسم 2021/22، بعد أن أثبت جدارته في موطنه أستراليا وانضم إلى مجموعة حكام المباريات المختارة الثانية في إنجلترا عام 2019. هذا الموسم، يساعده في غرفة حكم الفيديو المساعد دارين كان، الذي أدار أكبر عدد من المباريات في تاريخ الدوري الإنجليزي الممتاز، وأكثر من 1000 مباراة حول العالم، بما في ذلك نهائي كأس العالم ودوري أبطال أوروبا، ويسانده مايكل سالزبوري كداعم مساعد حكم تقنية الفيديو المساعد، الذي كان الحكم المساعد الاحتياطي لمباراة نهائي كأس الاتحاد الإنجليزي 2016 بين كريستال بالاس ومانشستر يونايتد.

## المباراة

### تفاصيل المباراة
تمكن كريستال بالاس من تسجيل هدف أول في شباك نظيره مانشستر سيتي، في الدقيقة 17 من الشوط الأول. جاء الهدف عن طريق اللاعب إيبيريشي إيزي، بعد هجمة مرتدة لصالح كريستال بالاس، قبل أن تصل الكرة إلى دانيال مونيوث، الذي مررها بدوره إلى إيزي الذي سددها بقوة من داخل المنطقة ليهز شباك أورتيغا، مع استمرار سيطرة مانشستر سيتي على الكرة والضغط الهجومي، قابلها التنظيم الدفاعي من كريستال بالاس، جاء فرصة التعادل بعد إعاقة لاعب مانشستر سيتي سيلفا عن طريق ميتشيل داخل منطقة الجزاء، لكن اضاع عمر مرموش لاعب فريق مانشستر سيتي الإنجليزي ركلة جزاء لفريقه في الدقيقة 36 بعد تصدي حارس مرمي كريستال بالاس دين هندرسون يحرمه من التعديل في النتيجة في اللقاء، خطف الحارس الإنجليزي الأضواء بعد تصدياته للعديد من الفرصة التهديفية للاعبي سيتي، ليقود نسور لندن نحو انتصار تاريخي على وصيف النسخة الماضية من كأس الاتحاد الإنجليزي.
كان لحارس مرمى كريستال بالاس دين هندرسون لقطة مثيرة خلال نهائي كأس الاتحاد الإنجليزي لكرة القدم ضد مانشستر سيتي. بعد ابعاده كرة بيده من خارج منطقة الجزاء بعدما مرر جوسكو جفارديول مدافع السيتي كرة طويلة إلى إيرلينج هالاند خلف خطوط دفاع كريستال بالاس، انطلق لها هالاند، لكن تكمن حارس المرمى هندرسون من الوصول للكرة وابعادها بيده من خارج منطقة الجزاء ليحول الكرة بعيداً عن مهاجم السيتي، بمراجعة حكم الفيديو المساعد بفحص اللقطة، اعتبر أن مهاجم سيتي كان يتحرك بعيدًا عن المرمى وبالتالي لم يحرم من فرصة واضحة ومحققة من التسجيل. استمر مانشستر سيتي في هجماته لمحاولة العودة في النتيجة لكن فريق المدرب أوليفر غلاسنر دافع بشكل رائع، وكان حراس المرمى هندرسون متميزًا بالتصدي لفرص من هالاند وجوسكو جفارديول وجيريمي دوكو ومرموش في الشوط الأول، ثم حرم المهاجم الأرجنتيني الشاب كلاوديو إيشيفيري من التسجيل في الشوط الثاني.
وأثارت صافرة النهاية نشوة جماهير كريستال بالاس، منهيه فترة الانتظار الطويلة لتحقيق اللقب بالنسبة للنسور، في المقابل عانى مانشستر سيتي من الإحباط بعد فشل الفريق في الفوز بأي لقب في موسم واحد لأول مرة منذ الموسم الأول للمدرب بيب غوارديولا في 2016-2017.
| كريستال بالاس    | 1–0   | مانشستر سيتي  |
| ---------------- | ----- | ------------- |
| إيبيريشي إيز 16' | تقرير | 36' عمر مرموش |

| كريستال بالاس | مانشستر سيتي |

|               |    | تشكيلة الفريق:   |       |
| GK            | 1  | دين هندرسون      | 90+1' |
| CB            | 26 | كريس ريتشاردز    |       |
| CB            | 5  | ماكسنس لاكروا    |       |
| CB            | 6  | مارك غيهي (c)    | 61'   |
| RM            | 12 | دانيال مونيوز    |       |
| CM            | 20 | آدم وارتون       | 87'   |
| CM            | 18 | دايتشي كامادا    |       |
| LM            | 3  | تيريك ميتشل      |       |
| RW            | 7  | إسماعيلا سار     |       |
| LW            | 10 | إيبيريشي إيز     |       |
| CF            | 14 | جون فيليب ماتيتا | 78'   |
| البدلاء:      |    |                  |       |
| GK            | 30 | مات تيرنر        |       |
| DF            | 2  | جويل وارد        |       |
| DF            | 17 | ناثانييل كلاين   |       |
| DF            | 25 | بن تشيلويل       |       |
| MF            | 8  | جيفرسون ليرما    | 61'   |
| MF            | 19 | ويل هيوز         | 87'   |
| MF            | 55 | جاستن ديفيني     |       |
| FW            | 9  | إيدي نيكيتاه     | 78'   |
| FW            | 21 | رومان إيسي       |       |
| المدرب:       |    |                  |       |
| أوليفر غلاسنر |    |                  |       |

|               |    | تشكيلة الفريق:     |     |       |
| GK            | 18 | ستيفان أورتيغا     |     |       |
| RB            | 25 | مانويل أكانجي      |     |       |
| CB            | 3  | روبن دياز          | 82' |       |
| CB            | 24 | يوشكو غفارديول     |     |       |
| LB            | 75 | نيكو أورايلي       | 66' |       |
| CM            | 20 | برناردو سيلفا      | 75' | 88'   |
| CM            | 17 | كيفن دي بروين (c)  | 85' |       |
| RW            | 26 | سافينيو            | 76' |       |
| AM            | 7  | عمر مرموش          | 76' |       |
| LW            | 11 | جيريمي دوكو        |     |       |
| CF            | 9  | إيرلينغ هالاند     |     |       |
| البدلاء:      |    |                    |     |       |
| GK            | 31 | إيدرسون            |     |       |
| DF            | 22 | فيتور ريس          |     |       |
| DF            | 45 | عبد القادر خوسانوف |     |       |
| MF            | 10 | جاك غريليش         |     |       |
| MF            | 14 | نيكو غونزاليس      |     |       |
| MF            | 19 | إيلكاي غوندوغان    | 88' |       |
| MF            | 27 | ماتيوس نونيز       |     |       |
| MF            | 30 | كلاوديو إيتشيفيري  | 76' | 90+4' |
| MF            | 47 | فيل فودين          | 76' |       |
| المدير:       |    |                    |     |       |
| بيب غوارديولا |    |                    |     |       |